# خانه میر ترابیان
خانه میر ترابیان مربوط به اواخر دوره صفوی - دوره قاجار است و در نطنز، نزدیک خیابان اصلی شهر، جنب مسجد جامع واقع شده و این اثر در تاریخ ۱۱ دی ۱۳۸۰ با شمارهٔ ثبت ۴۶۹۲ به‌عنوان یکی از آثار ملی ایران به ثبت رسیده است.